# Safia cades
Safia cades är en fjärilsart som beskrevs av Druce 1898. Safia cades ingår i släktet Safia och familjen nattflyn. Inga underarter finns listade.